# パルちゃん
パルちゃんは、Jリーグチーム・清水エスパルスのマスコットキャラクターである。

## 概要
1993年のJリーグ旗揚げとともに清水エスパルスのマスコットキャラクターとして誕生。3つの候補の中から公募で選ばれた。
エスパルスとサポーターを結ぶ「友達（パル）」の意味から名づけられ、イラストデザインはアメリカ人のイラストレーター、ガイ・ギルクリストによって描かれた。犬やコアラなどにも見えるが、実在生物のモチーフは特になく、架空の生物である。耳が羽の形をしており、三保の松原の羽衣伝説にちなんで現代版の羽衣を表している。ユニフォームの背番号は0。ひと回り小さい「こパルちゃん」という妹的存在が2匹いる。こパルちゃんの背番号は12。2012年8月には女の子の「ピカルちゃん」（背番号77）がパルちゃんの彼女として登場した。
Jリーグのマスコットの中でも屈指の「芸達者」として知られ、試合前にはこパルちゃん、球団職員の「ヨネさん」とともに、「パルちゃんショー」と題して、キレのいい動きで様々な出し物を行う。ショーの内容はダンスやモノマネ、ギャグなど多岐にわたっており、また流行のネタもすぐに取り入れて観客を飽きさせない。清水サポーターのみならず、対戦相手のサポーターに対しても積極的にファンサービスを行うことから他クラブサポーターからも愛されており、2006年には「サッカーai読者が選ぶベストイレブン」において、「ベストマスコット賞」を受賞している。グッズの売上でも選手に匹敵し、パペット人形の「パペパル」は清水の全グッズ中一番人気を誇る。
同じ東海地方のクラブで、パルちゃんと並び高い人気を誇る名古屋グランパスエイトのマスコット、グランパスくんとは仲が良く、オールスターではいつも一緒に行動し、グランパスくんと共にスタジアムを盛り上げている。また、グランパスくんを「師匠」と呼んでおり、ハーフタイムショー等でグランパスくんグッズを使ってハーフタイムショーをすることもあるほか、お互いのホームゲームにゲスト出演もしている。2008年8月にはグランパスくんとの共著『パルちゃんとグランパスくんのほん。』が出版された。
また、北海道日本ハムファイターズのB.Bがパルちゃんをファンへの姿勢など多くの面で互いに影響を受け、切磋琢磨しあっている良きライバルとしており、現在でも親交が深い。B.Bの写真集『B・B Photo Book RUN』の中で対談が実現している。
しずてつジャストライン唐瀬営業所のバス1台にパルちゃんのラッピング広告が施されている（スポンサーはエスパルス親会社の鈴与）。また、2017年3月26日のダイヤ改正よりしずてつジャストライン西久保営業所所属車両のペットマークがパルちゃんに変更された。
2020年よリブランディングプロジェクトに伴い、イラストデザインがリニューアルされた。

### 「パルちゃんショー」のネタ
- スポンサー紹介 - 会場のスポンサー紹介にあわせて各スポンサーを象徴する動作、ポーズをとる。
- パルーズブートキャンプ - ビリーズブートキャンプのようなリズムに合わせ、スポンサー紹介や他の持ちネタに関連したダンス、ポーズをとる。ただし、2007年シーズンの清水エスパルスはこのショーを行った試合では1勝もできなかった。
- パルザイル - EXILEが歌うChoo Choo TRAINの曲にのせて、独特のダンスを踊る。
- 長州パ力（パりき） - 長州小力のモノマネ。初回はTシャツの背中に「パ力」と書いて登場したものの、スタンドのサポーターから「バカ」と読まれてしまい、その次の回からは「パリキ」に改められた。
- パルバウワー - 荒川静香のイナバウアー（レイバックイナバウアー）のモノマネ。台車に乗って移動しながら披露するバージョンもある。
- 冷凍みかん - 2006年、当時静岡県内で大ヒットしていたGTPの曲をもとにしたオリジナルのショー。その後GTPの生演奏でこのショーが行われたこともある。なお同年、この曲をショーに使った試合では清水エスパルスは4戦4勝だった。
- 「羞恥心」 - 「冷凍みかん」同様、2008年シーズンに羞恥心の楽曲をショーに使った試合では清水エスパルスは負けていない。
- パルな愛 - はるな愛のモノマネ。
- 仮面ライダーW - 対戦相手が原作者の石ノ森章太郎の出身地にあるベガルタ仙台から。以後アニメネタをやるようになる。
- その他ジャニーズ全般、小梅太夫・ピンクレディーなどの形態模写も持ちネタにしている。
- 2011年6月15日に行われたJリーグモンテディオ山形戦では、当時の大ヒット曲「マル・マル・モリ・モリ!」にのせてマルモダンスを披露した。

## パルちゃんファミリー

### パルちゃん
- 背番号　0
- 誕生日　7月4日
- 出身地　静岡県静岡市（旧清水市）
- 性別　　 男
- 血液型　パル型
- 趣味　パルちゃんショーの小道具作り。好きな教科は図工。

マスコットキャラクターとしては当代随一のエンターテイナーとして絶大な人気を誇り、本拠地での試合前のショーは名物となっている。瞳の色はブルー。

### こパルちゃん
- 背番号　12
- 誕生日　不明
- 出身地　不明
- 性別　しっかり者の妹的存在[6]

「小っちゃなパルちゃん=小パルちゃん」。パルちゃんと同居生活をしている。瞳の色はブルー。パルちゃんと比べてずんぐりむっくりしており、頭と目が大きいのが特徴。2匹いるが、よく見ると前髪が違う。

### ピカルちゃん
- 背番号　77
- 誕生日　7月7日
- 出身地　不明
- 性別　　　女
- 血液型　ピカル型
- 趣味　ダンス、オシャレ、ショッピング

2012年に誕生したパルちゃんの幼なじみの恋人。ピンク色のチアリーダー衣装で、まつ毛があるのが特徴。瞳の色はエメラルドグリーン。

### ドリームパルちゃん
- 背番号　108
- 誕生日　10月8日[7]
- 出身地　不明
- 性別　　不明

静岡市清水区にある商業施設エスパルスドリームプラザだけに登場する、パルちゃん(通称ドリパルちゃん)。主に土日祝日に施設内を散歩している。以前はパルちゃんとほぼ同じ容姿(ユニフォーム姿ではなく青色の服を着用)だったが、2014年1月18日から新調された。青色のセーラー服(水兵服)にセーラー帽(水兵帽)をかぶった、マリンルックが特徴。その他、イベント等で礼服姿になることがある。パルちゃん、こパルちゃんと異なり、瞳の色はブラウン。

## 著作
- パルちゃんとグランパスくんのほん。（日刊スポーツ出版社） ISBN 9784817254122
- B・B Photo Book RUN （BBとの対談部分）（北海道新聞社）ISBN 9784894534957